# Austrolimnophila tenuilobata
Austrolimnophila tenuilobata är en tvåvingeart som beskrevs av Alexander 1942. Austrolimnophila tenuilobata ingår i släktet Austrolimnophila och familjen småharkrankar. Inga underarter finns listade i Catalogue of Life.